# Expansion tissulaire
L'expansion tissulaire est une technique utilisée par les chirurgiens plasticiens et reconstructeurs. Elle permet d'induire dans l'organisme une croissance supplémentaire de peau, d'os ou d'autres tissus. 
Elle est utilisée lors de traumatismes, de plaies et de brûlures et notamment notamment pour réparer chirurgicalement de grandes alopécies cicatricielles du cuir chevelu (C'est la seule solution chirurgicale permettant de produire un tissu glabre quand la surface de l'alopécie dépasse 50 cm2).
Elle a élargi le champ d'application des greffes de lambeaux locaux classiques, en augmentant fortement la surface des lambeaux utilisables, et leur vascularisation in situ, tout en permettant une fermeture directe du site donneur.
Remarque : d'autres phénomènes biologiques (tumeurs, cancer, certaines formes d'inflammation tissulaire) peuvent aussi être considérés comme des phénomènes d'expansion (voir "inflammation des tissus" ci-dessous).

## Expansion de la peau et du cuir chevelu
C'est devenu une procédure chirurgicale courante, qui permet de développer des surfaces de peau supplémentaires grâce à un étirement mécanique progressif et contrôlé. Il présente l'avantage de crée une peau d'une couleur, texture et épaisseur correspondant à celles des tissus environnants, tout en minimisant la visibilité des cicatrices et le risque de rejet.
Cette technique repose sur le fait que quand la peau est étirée au-delà de sa limite physiologique, des voies de mécanotransduction sont activées, qui conduisent à une croissance cellulaire et à la formation de nouvelles cellules. 
Il est possible d'implanter des ballons « extenseurs » gonflables sous la peau (méthode la plus courante) puis, durant quelques semaines ou mois (selon la quantité de peau nécessaire) le chirurgien y injecte une solution saline de manière à étirer lentement la peau recouvrant le ballon. Tant que le ballon étire la peau, la croissance des tissus est permanente, mais une certaine rétractation sera observée après le retrait du ballon expanseur sera retiré. 
Il existe aussi des méthodes d'expansion tissulaire à application topique (peu coûteux et ne nécessitent pas d'implantation préalable de ballon sous la peau.
La chirurgie de reconstruction mammaire, par exemple, peut utiliser cette technique après une mastectomie. Un implant mammaire plus permanent est ensuite rempli de solution saline ou de gel de silicone est inséré sous la poche de peau élargie. [citation nécessaire]
Dans d'autres applications, l'excès de peau est développé à dessein par expansion sur le dos ou les fesses, de sorte qu'il puisse être récolté plus tard pour être transplanté sur un autre site où la peau a été perdue en raison d'un traumatisme, de plaies étendues, d'une intervention chirurgicale, de brûlures, etc.

### Restauration du prépuce
L'expansion tissulaire est l'une des techniques permettant une restauration du prépuce (généralement non chirurgicale, et alors au moyen de dispositifs de tension externe permettant d'alonger la peau pénienne survivante, s'il en reste assez, près des tissus circoncis pour produire de nouvelles cellules de peau capable de recouvrir le gland,.

Cette forme d'expansion tissulaire peut néanmoins prendre des années, car la quantité de croissance cutanée requise est généralement d'environ 15 po².

## Mécanique de l'expansion cutanée
Etirer la peau au-delà de son expansion normale active plusieurs voies de mécanotransduction, lesquelles augmentent l'activité mitotique et favorisent la synthèse du collagène et la vascularisation de cette nouvelle peau. Ainsi, la surface de peau augmente. On sait maintenant simuler par ordinateur différents scénarios de croissance de tels tissus.
La croissance des tissus due à l'expansion de la peau peut être modélisée comme une croissance de surface anisotrope comme décrit par des équations mathématiques.
{\displaystyle F=F^{e}\cdot F^{g}\,}
où {\displaystyle F^{e}} est l'étirement de surface élastique qui est réversible et {\displaystyle F^{g}} est la croissance de surface irréversible décrite par :[réf. nécessaire]
{\displaystyle F^{g}={\sqrt {\theta ^{g}}}\mathbb {I} +[1-{\sqrt {\theta ^{g}}}]n_{0}\otimes n_{0}\,}
où {\displaystyle n_{0}} est un vecteur dans la direction de l'épaisseur de la peau (on suppose que la peau ne se développe pas dans le sens de l'épaisseur car la croissance de la surface est égale à la croissance en volume) ou {\displaystyle \theta ^{g}=det(F^{g})=J^{g}}.
On suppose aussi que la peau nouvellement créée aura la même densité, rigidité et microstructure que la peau d'origine non expansée.

## Restauration du cuir chevelu
L'expansion tissulaire est utilisée sur le cuir chevelu afin d'appuyer la croissance des cheveux.

### Filmographie
- (fr) L'expansion tissulaire chez l'enfant et l'adolescent, film documentaire de Bernard Pavy, Centre audiovisuel Université René Descartes, Paris, 1989, 13 min (VHS)